# Ernst Lösche
Ernst Lösche (* 24. Januar 1923 in München; † 17. April 2010) war ein deutscher Keramiker.

## Werdegang
Nach Abitur 1942 erhielt er zwischen 1945 und 1947 eine handwerkliche Ausbildung bei Gustav Frosch und eine künstlerische
Ausbildung beim Akademieprofessor Karl Lösche, seinem Vater. In Dießen am Ammersee gründete er 1947 seine eigene Werkstatt. 1968 war er Mitbegründer der Galerie Handwerk in München. Er betrieb Heimatforschung zu Dießen und zur Dießener Keramiktradition.

## Ehrungen
- 1963: Bayerischer Staatspreis
- 1967: Anerkennungsurkunde für handwerkliche Qualität, IHM München
- 1977: Jahrespreis der Dannerstiftung
- 1978: Bayerischer Staatspreis
- 1984: Ehrenpreis der Dannerstiftung
- 1992: Verdienstkreuz am Bande der Bundesrepublik Deutschland
- 2005: Goldener Ehrenring des Marktes Dießen
- 2006: Denkmalschutzmedaille